# You Can't Go Home Again
| Recensione | Giudizio |
| ---------- | -------- |
| AllMusic   |          |

You Can't Go Home Again è un album del trombettista jazz statunitense Chet Baker, pubblicato dalla Horizon Records nel novembre 1977.

## Tracce

### LP
(1977, Horizon Records, SP 726)
Lato A (SP-751)
1. Love for Sale (versione strumentale) – 12:58 (Cole Porter)
2. Un poco loco (strumentale) – 9:20 (musica: Earl Bud Powell)

Durata totale: 22:18
Lato B (SP-752)
1. You Can't Go Home Again (strumentale) – 5:43 (musica: Don Sebesky)
2. El morro (strumentale) – 13:40 (musica: Don Sebesky)

Durata totale: 19:23

## Musicisti
Love for Sale
- Chet Baker – tromba
- Michael Brecker – sassofono tenore
- John Scofield – chitarra elettrica
- Richard Beirach – pianoforte elettrico, clavinet
- Ron Carter – basso acustico
- Alphonso Johnson – basso elettrico
- Tony Williams – batteria
- Ralph MacDonald – percussioni

Un poco loco
- Chet Baker – tromba
- Michael Brecker – sassofono tenore
- John Scofield – chitarra elettrica
- Richard Beirach – pianoforte elettrico
- Ron Carter – basso acustico
- Alphonso Johnson – basso elettrico
- Tony Williams – batteria
- Hubert Laws – flauto
- Don Sebesky – pianoforte elettrico

You Can't Go Home Again
- Chet Baker – tromba
- Paul Desmond – sassofono alto
- Kenny Barron – pianoforte elettrico
- Ron Carter – basso acustico
- Tony Williams – batteria
- Don Sebesky – pianoforte elettrico

El morro
- Chet Baker – tromba
- Michael Brecker – sassofono tenore
- John Scofield – chitarra acustica
- Richard Beirach – pianoforte elettrico
- Ron Carter – basso acustico
- Tony Williams – batteria
- Hubert Laws – flauto basso, ottavino
- John Campo – fagotto
- Ralph MacDonald – percussioni

Sezione strumenti ad arco:
- David Nadien – violino
- Rochelle Abramson – violino
- Max Ellen – violino
- Paul Gersham – violino
- Diana Halprin – violino
- Harold Kohon – violino
- Charles Libove – violino
- Marvin Morgenstern – violino
- Matthew Raimondi – violino
- Charles McCracken – violoncello
- Alan Shulman – violoncello

### Produzione
- Don Sebesky – produzione, arrangiamenti e conduzione musicale
- Registrazioni effettuate il 16, 21, 22 Febbraio e 13 maggio 1977 (mixato il 23 e 25 maggio 1977) al Sound Ideas Studios di New York City, New York
- Neal Ceppos – ingegnere delle registrazioni
- Kathy Dennis – assistente ingegnere delle registrazioni
- Mastering di Bernie Grundman effettuato al A&M Recording Studios di Hollywood, California
- Roland Young – grafica copertina album originale
- Phil Shima – design copertina album originale
- Kenneth McGowan – foto copertina album originale
- Doug Ramsey – note album originale[3]